# Enrique Granados
Enrique Granados Campiña, född den 27 juli 1867 i Lérida (dagens Lleida), Spanien, död den 24 mars 1916 i Engelska kanalen, var en spansk pianist och kompositör av klassisk musik.

## Biografi
Granados var son till en spansk armékapten. I sin ungdom studerade han pianospel i Barcelona för Francisco Jurnet och Joan Baptista Pujol. År 1887 reste han till Paris för fortsatta studier i form av privatlektioner för professorn vid Konservatoriet i Paris, Charles-Wilfrid de Bériot.
Han återvände till Barcelona 1889, men fick sina första framgångar först i slutet av 1890-talet med operan María del Carmen, vilken uppmärksammades av kung Alfonso XIII.
År 1911 hade Granados premiär för sin pianosvit Goyescas, som blev hans mest kända verk, som inspirerades av poetiska bilder av Francisco de Goya. 1916 komponerade han opera som byggde på pianosviten, Goyescas. Kompositionerna förekommer även i en scenisk version med ett Intermezzo för orkester, som blivit mycket känt. Som sångkompositör har Granados anknutit till 1700-talets folkliga sång, tonadilla.
Hans europeiska karriär avbröts av första världskrigets utbrott och en opera baserad på hans tidigare framgångsrika kompositioner uppfördes första gången den 28 januari 1916 i New York med uppskattat resultat. Kort därefter blev han inbjuden att göra en pianokonsert för president Woodrow Wilson. Innan han lämnade New York gjorde han också pianoinspelningar på musikrullar för musikförlaget Aeolian Company, vilket blev hans sista inspelning.
På återfärden till hemlandet via England blev färjan mellan Sussex och Dieppe i Frankrike torpederad av en tysk ubåt och Granados omkom genom drunkning.

## Musik och påverkan
Granados skrev pianomusik, kammarmusik (en pianokvintett, en pianotrio, musik för violin och piano), sånger, zarzuelas och en tondikt för orkester baserad på Dantes Divina Commedia. Många av hans pianokompositioner har också skrivits om för klassisk gitarr, som Dedicatoria, Danza nr 5 och Goyescas.
Granados hade en viktig påverkan på åtminstone två andra betydande spanska tonsättare och musiker, Manuel de Falla och Pablo Casals. Han var också lärare åt kompositören Rosa Garcia Ascot.